# Вахта (растение)
Ва́хта (лат. Menyánthes) — монотипный род семейства Вахтовые (Menyanthaceae), представлен единственным видом Вахта трёхлистная (Menyanthes trifoliáta), или Трили́стник водяно́й, или Трифо́ль, или Бобровник, произрастает в умеренном климате Северного полушария.

## Название
Научное латинское название происходит от др.-греч. μηνύω «открываю, раскрываю» и ἄνθος «цветок», указывая на последовательное раскрывание цветков в соцветии.
Народные названия: женский жабник, лихорадочник, чахотошная трава.

## Ботаническое описание

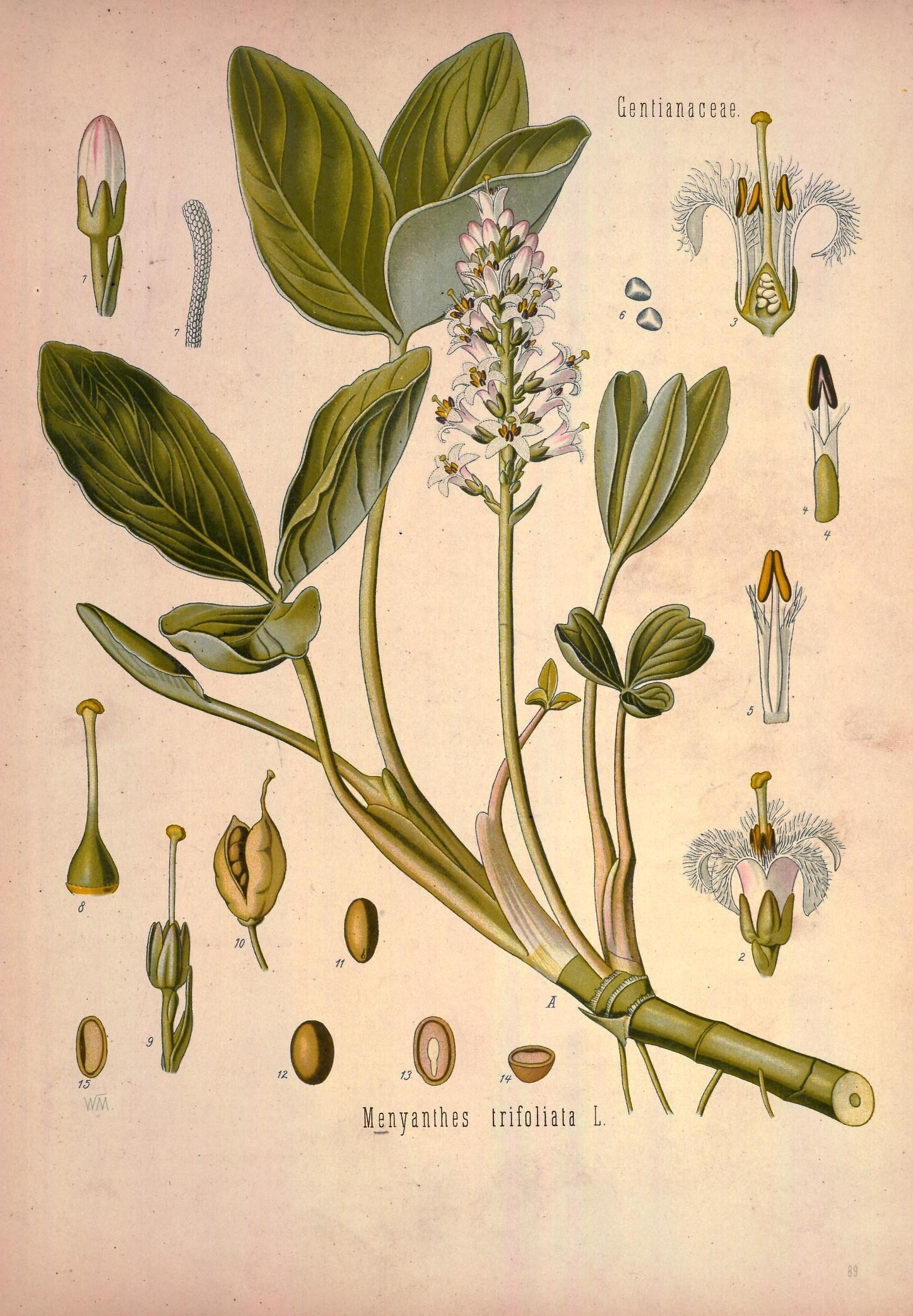

Многолетнее травянистое растение, высотой 15—35 см, с толстым, довольно длинным корневищем. Стебель ползучий, членистый, ветвящийся, зелёный, губчатый.
Листья все очерёдные, прикорневые, крупные, более или менее сидячие, длинночерешковые с тройчатой пластинкой, обратнояйцевидные, голые.
Цветки беловато-розовые, иногда сиреневатые, звёздчатые, выходят из пазух мелких прицветников, собраны в густую, продолговатую кисть на безлистном цветоносном стебельке длиной 3—7 см. Венчик удлинённый, 12—14 см, колокольчатый, внутри густоопушённый. Пять тычинок.
Формула цветка: {\displaystyle \ast K_{(5)}\;C_{(5)}\;A_{5}\;G_{({\underline {2}})}}

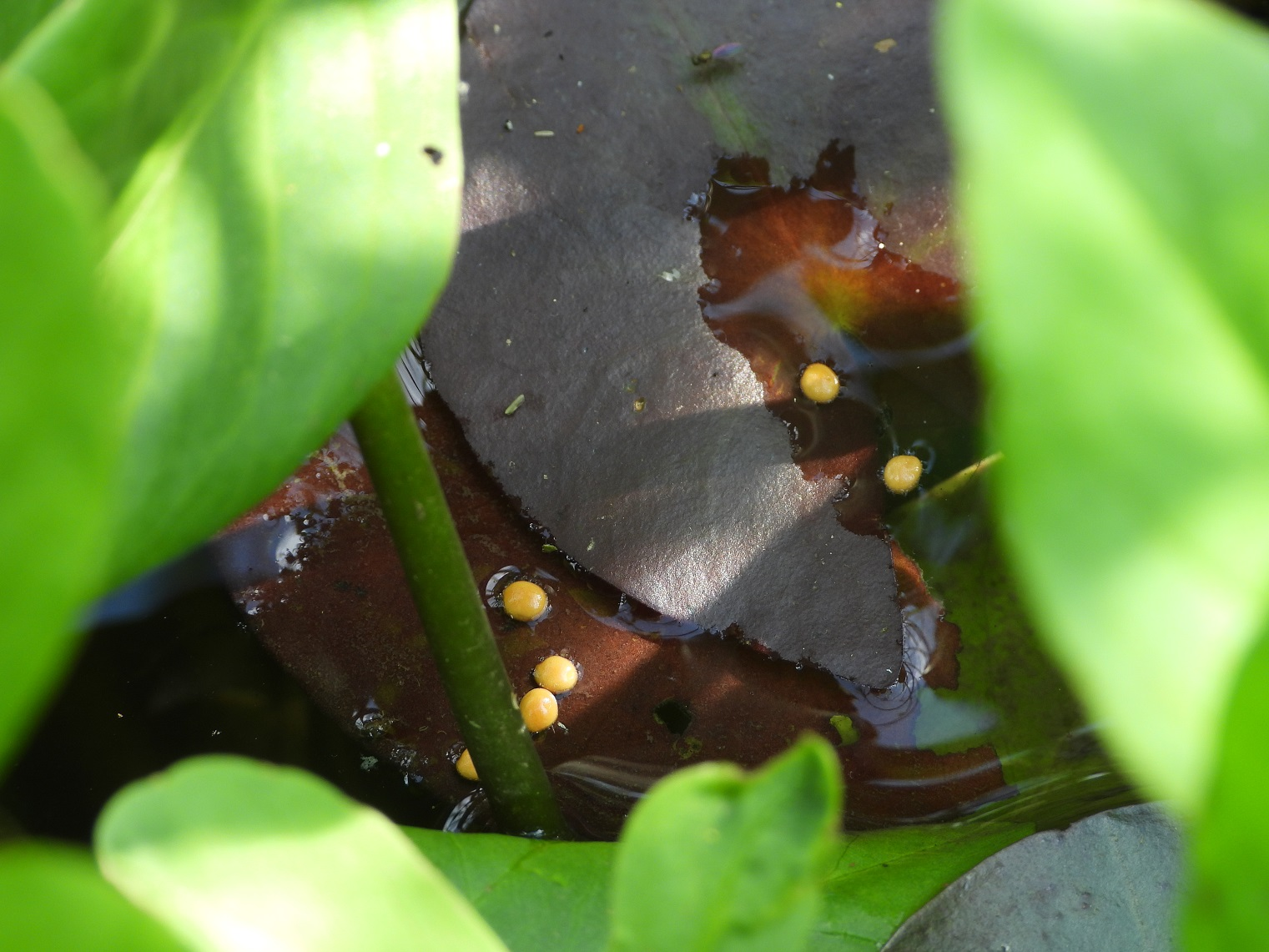
Семена на поверхности воды

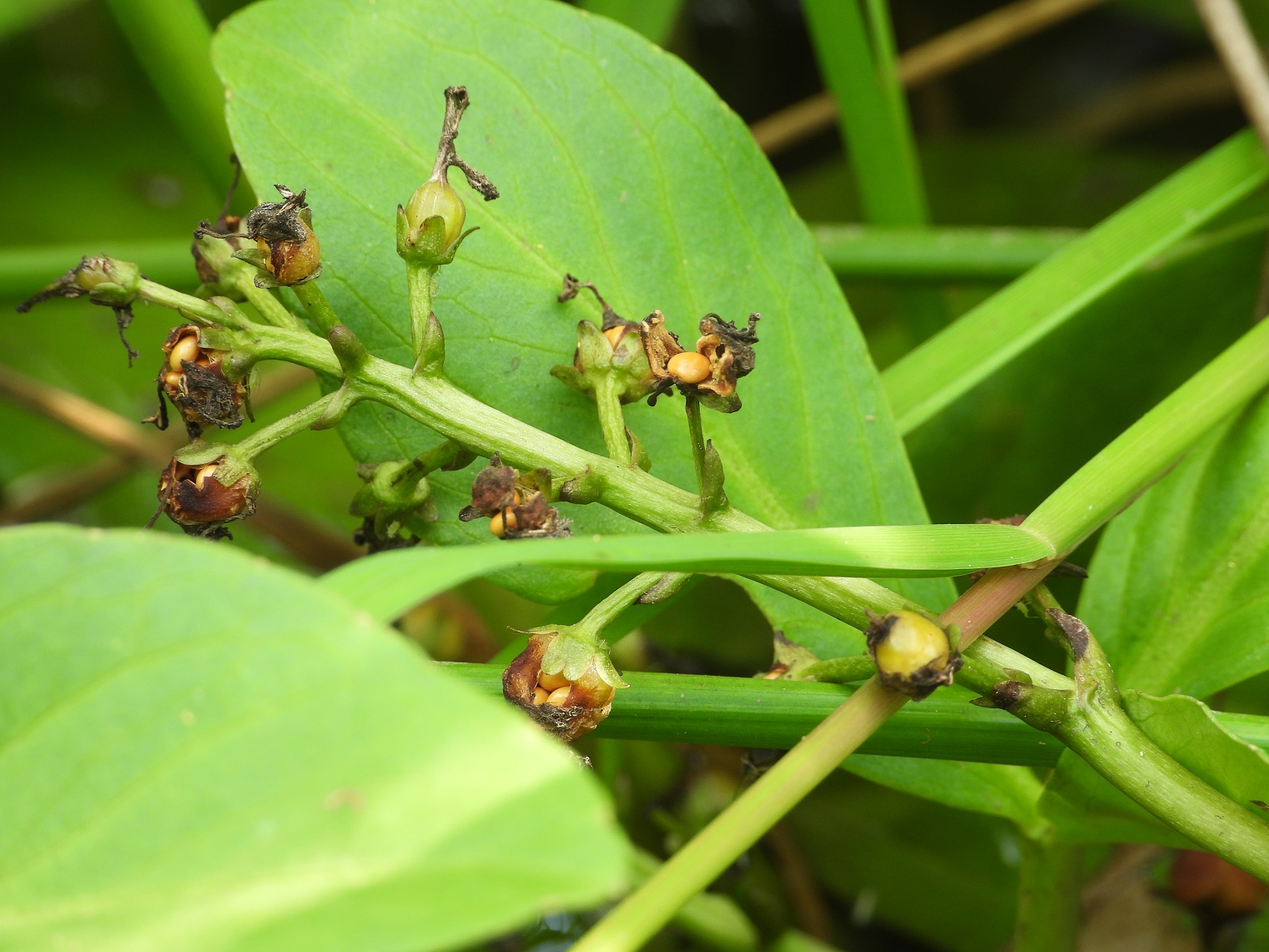
Созревшие коробочки с высыпающимися семенами

Плод — одногнёздная, округлояйцевидная коробочка, наверху заострённая, 7—8 см длиной, раскрывается двумя створками.
Цветёт в мае — июне, плоды созревают в июле — августе.
Число хромосом 2n = 54.

## Распространение и экология
Произрастает в умеренном климате Северного полушария, от арктических до субтропических зон Европы, Азии и Америки.
Встречается на торфянистых и минеральных грунтах, на сфагновых болотах, по берегам стоячих и медленно текущих водоёмов, по топким окраинам зарастающих озёр и стариц. Вахта может быть одним из компонентов травяно-кустарничкового яруса болот, влажных лесов и лугов.

## Химический состав растительного сырья
В качестве лекарственного сырья используют лист вахты (лат. Folium Menyanthidis). Это собранные после отцветания растения листья с остатком черешка не длиннее 3 см, высушенные при температуре 45—60° С. Сбор ведут со второй половины июня; при более ранних сроках листья слишком сочные, при сушке темнеют и не отвечают нормам стандарта; при поздних сроках сбора часто встречаются листья с бурыми пятнами.
В листьях вахты обнаружены флавоноиды (гиперазид и рутин), горькие гликозиды логанин, сверозид, мениантин, расщепляющийся при кипячении с разведёнными кислотами на глюкозу и мениантол, имеющий запах горькоминдальной воды, витамин C, дубильные вещества (3—7 %), алкалоид генцианин, аскорбиновая кислота, жирное масло, каротин и другие вещества, в подземных частях — сапонины, дубильные вещества, следы алкалоидов, инулин, бетулиновая кислота и другие вещества.

## Значение и применение
Очень хорошо поедаются северным оленем (Rangifer tarandus) листья и корневища с весны до осени. Корневища добываются оленем из-под снега. Оленеводами относится к «нажировочным» растениям.
Один из важных кормов в летнем рационе европейского лося (Alces alces).
В народной медицине применяют настой листьев при самых разнообразных заболеваниях, но без достаточных оснований; вахта входит в состав желчегонных, слабительных, мочегонных, аппетитных и успокоительных чаёв и горькой настойки.
Используется для возбуждения аппетита, повышения тонуса, улучшения выделения желудочного сока и перистальтики желудочно-кишечного тракта, при недостаточной кислотности желудочного сока, а также при лечении болезней печени и жёлчного пузыря, при туберкулёзе, малярии, для возбуждения функции желёз, успокоения нервов и при малокровии. Отваром листьев промывают плохо заживающие раны. Ванны из отвара иногда назначают при диатезе (золотухе).
Обладает желчегонным, противосудорожным, обезболивающим действием.
Хороший медонос, поэтому иногда заменяет хмель. Нектаропродуктивность 100 цветков — 22,8—33,0 мг. В районах массового произрастания имеет большое значение для пчёл, особенно в сочетании с другими медоносами марей и лиственничников.
|                                                                   |  |  |  |
| Слева направо: Общий вид растения, цветок, соцветие, срез стебля. |  |  |  |

## Классификация

### Таксономия
- Menyanthes  L., 1753, Sp. Pl. : 145
- Menyanthes trifoliata L., 1753, Sp. Pl. : 145

Вид Вахта трёхлистная относится к роду Вахта семейства Вахтовые (Menyanthaceae) порядка Астроцветные (Asterales) и последовательно входит в клады Кампанулиды → Астериды → Суперастериды → Эвдикоты → Цветковые растения. Таксономическая схема в соответствии с Системой APG IV по состоянию на декабрь 2023 года:
|  |                          |  |                                   |                                   |                    |  | еще 10 семейств |             |             |                                    |
|  |                          |  |                                   |                                   |                    |  |                 |             |             | единственный вид Вахта трёхлистная |
|  |                          |  |                                   | порядок Астроцветные              |                    |  |                 |             | род Вахта   |                                    |
|  |                          |  |                                   | порядок Астроцветные              |                    |  |                 |             | род Вахта   |                                    |
|  | клада Цветковые растения |  |                                   |                                   | семейство Вахтовые |  |                 |             |             |                                    |
|  | клада Цветковые растения |  |                                   |                                   |                    |  |                 |             |             |                                    |
|  |                          |  | ещё 63 порядка цветковых растений | ещё 63 порядка цветковых растений |                    |  |                 | еще 5 родов | еще 5 родов |                                    |
|  |                          |  |                                   | ещё 63 порядка цветковых растений |                    |  |                 |             | еще 5 родов |                                    |

### Синонимы
- Menyanthes americana Sweet
- Menyanthes latifolia Raf.
- Menyanthes palustris Gray
- Menyanthes paradoxa Fr.
- Menyanthes tridentata Raf.
- Menyanthes trifoliata f. brevistyla Aver.
- Menyanthes trifoliata f. macrophylla Bolzon
- Menyanthes trifoliata f. microphylla Bolzon
- Menyanthes trifoliata subsp. verna (Raf.) Gervais & M.Parent
- Menyanthes trifoliata var. minor Fernald
- Menyanthes trifoliata var. paradoxa Fr.
- Menyanthes trifoliata var. trifoliata
- Menyanthes trifolium Neck.
- Menyanthes verna Raf.